# 青龍窟

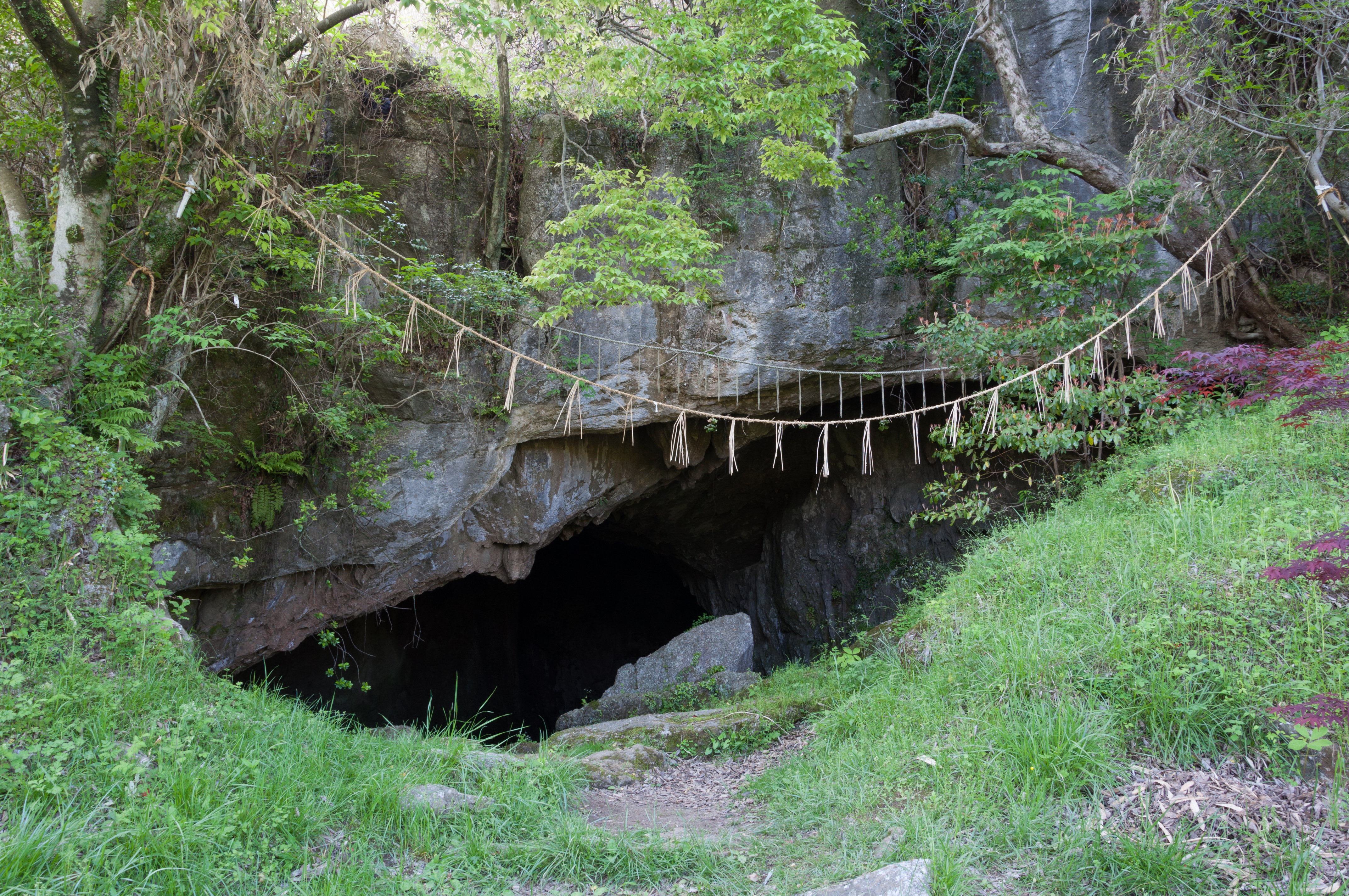
青龍窟 東洞口

青龍窟（せいりゅうくつ）は、福岡県京都郡苅田町山口の平尾台にある鍾乳洞の一つ。昭和37年（1962年）、洞窟全体が国の天然記念物に指定された。

## 概要
平尾台の北東の端にあたり、白山多賀神社（等覚寺）から2km程離れた標高400mのカルスト台地（羊群原）に存在する。
上・中・下三段の洞窟が繋がった構造でそれぞれ別々の入り口から入れるようになっており、全長は3kmとされている。石灰岩の棚がテラス状に張り出すなど内部の地形は複雑を極め、大きさは平尾台で200カ所程存在する鍾乳洞の中で最大規模とされる。洞窟ホールは普智山等覚寺の奥の院が設置されている。また以前修験道の修行場になっていた時期もあり釈迦・文殊などの像が発掘されている。1976年には、ナウマンゾウの頭蓋骨化石が出土している。文化面では、洞窟内に昔住んでいたといわれる土蜘蛛を景行天皇が退治したという伝説がある。『筑豊名蹟残記』には「土蜘蛛の住みし岩屋の奥までも誰が移したる仏なりけむ」と述べられている。
照明の設置などの観光化はされていないが、平尾台自然観察センターなどが定期的に探検ツアーを開催している。

## ギャラリー

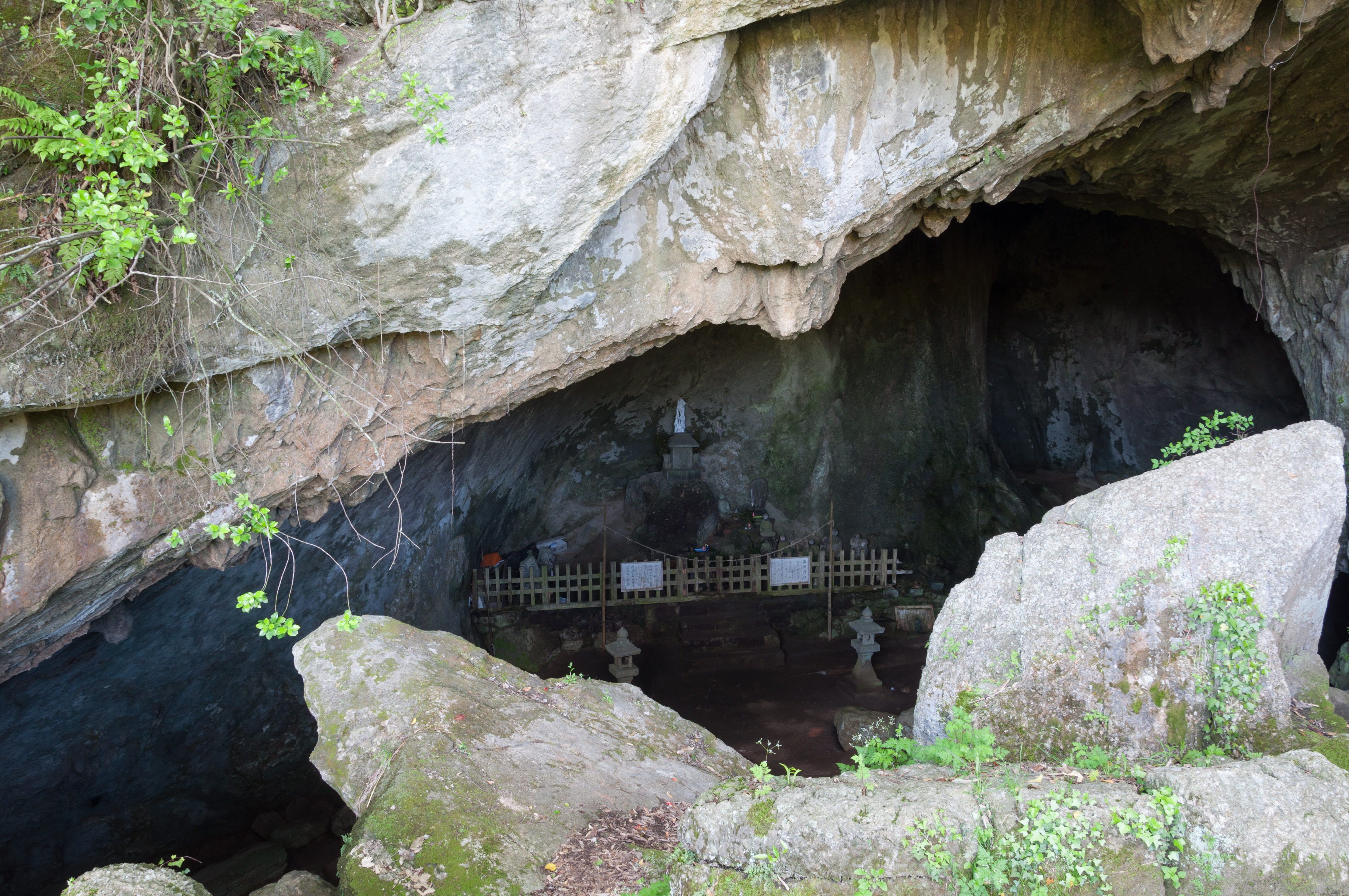
東洞口から見える祭壇
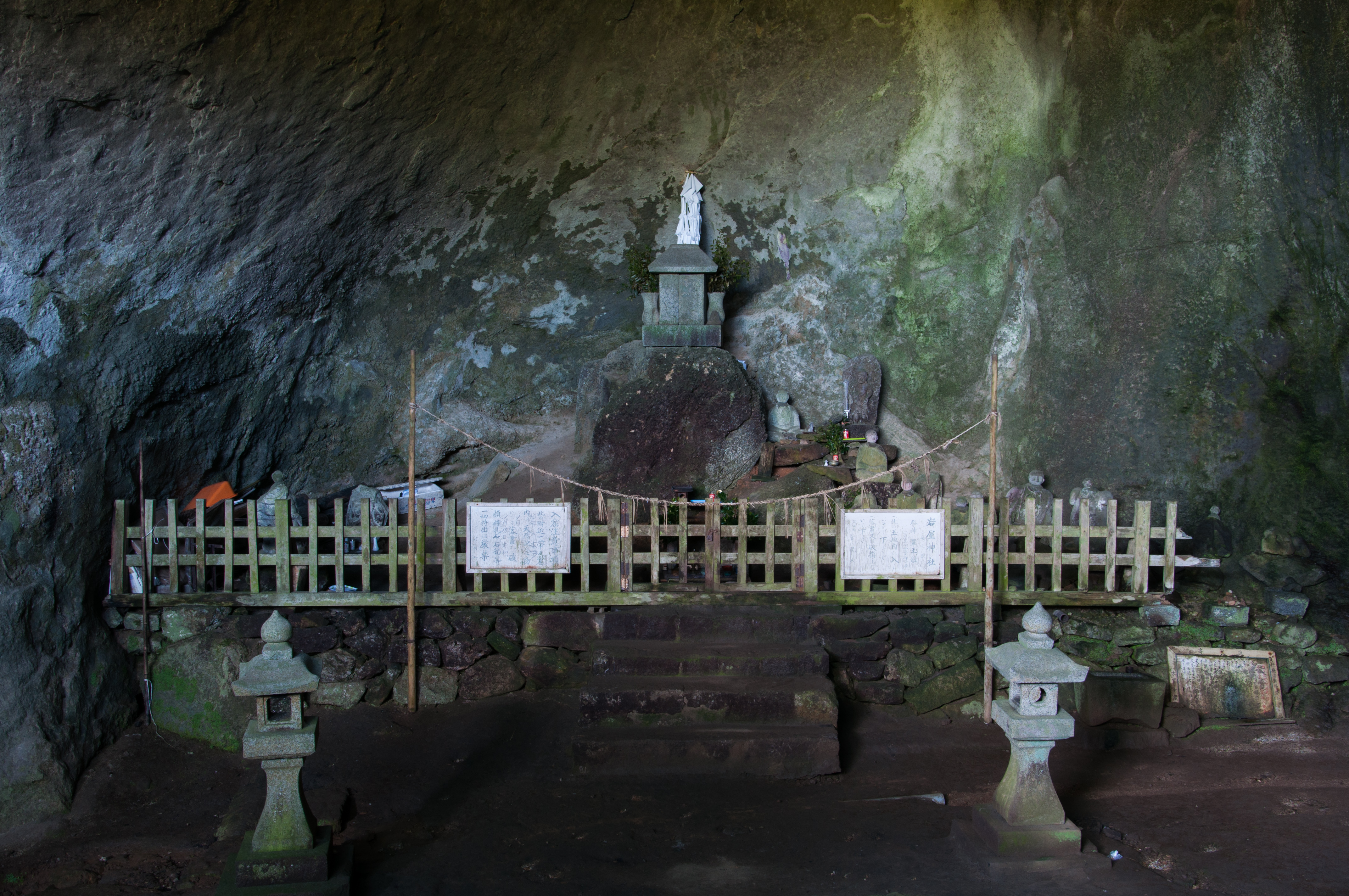
洞口ホールの祭壇。祭神は豊玉姫
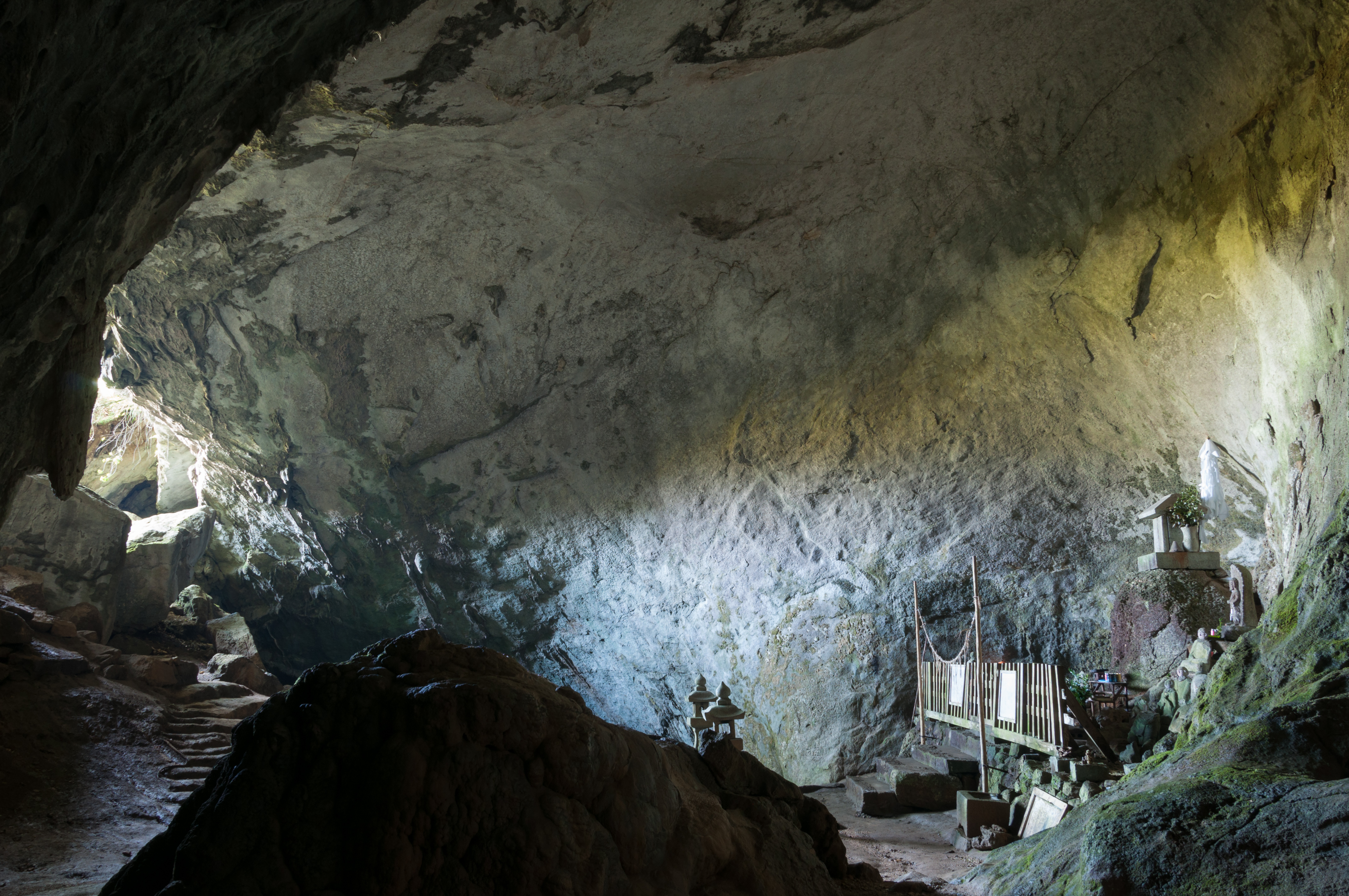
洞口ホール
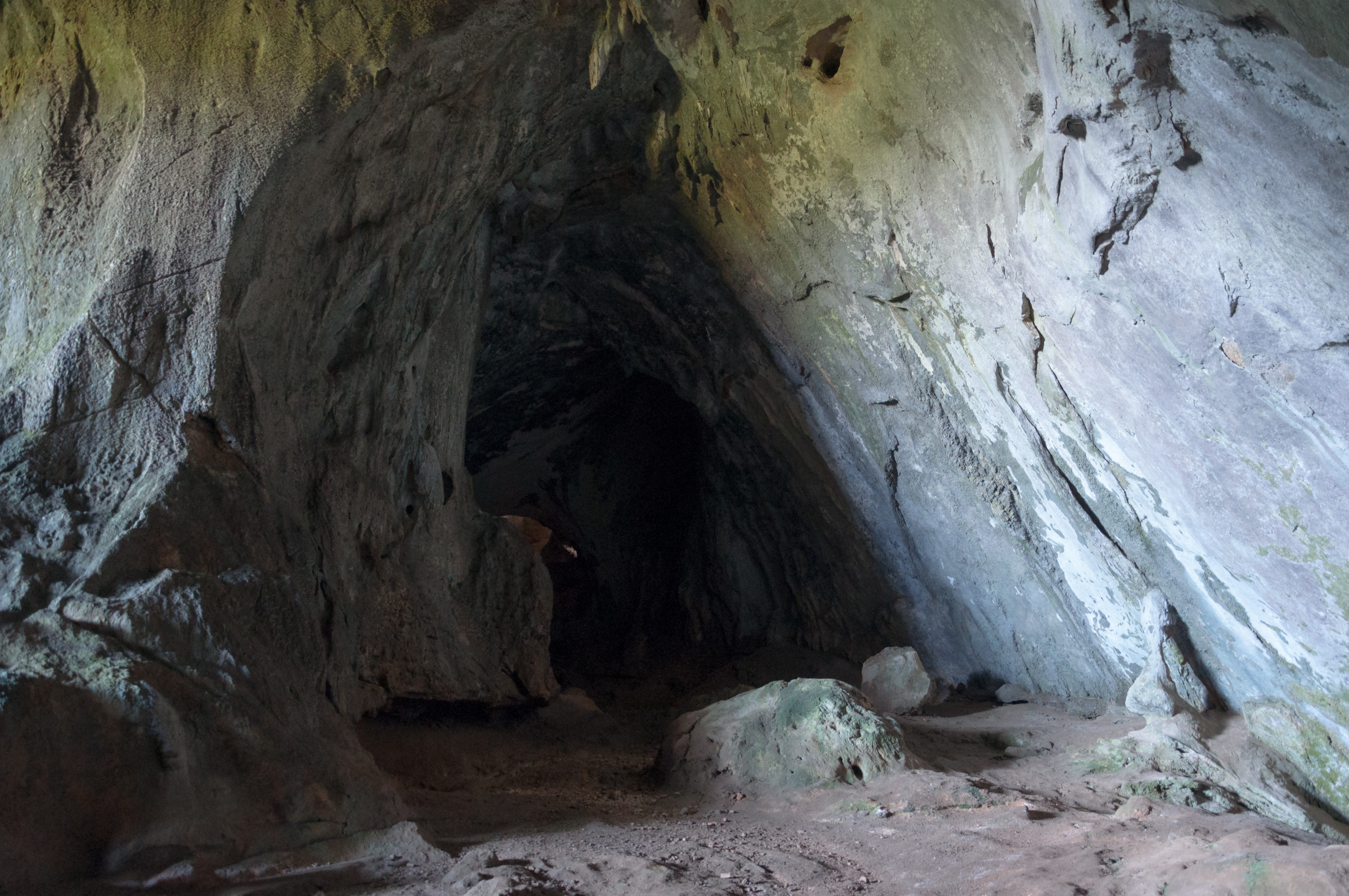
洞口ホール西側

## 交通アクセス
- JR九州日豊本線苅田駅からタクシーで30分（約14㎞）
- 東九州自動車道苅田北九州空港インターチェンジから約17.5㎞